# Єгоров Михайло Васильович
Михайло Васильович Єгоров (нар. 17 січня 1907, місто Гатчина, тепер Ленінградської області, Російська Федерація — 27 травня 2000, місто Москва) — радянський державний діяч, міністр суднобудівної промисловості СРСР, віце-адмірал (26.04.1984). Член ЦК КПРС у 1981—1986 роках. Депутат Верховної Ради СРСР 9—10-го скликань. Герой Соціалістичної Праці (28.04.1963).

## Життєпис
Народився в родині робітника.
У 1930 році закінчив механічний відділ Військово-морського інженерного училища імені Дзержинського в Ленінграді.
З травня по червень 1930 року — інженер-механік лінійного корабля «Октябрьская революция» Балтійського флоту. З червня 1930 року — старший інженер дослідного суднобудівного басейну Науково-технічного комітету РСЧФ. З жовтня 1932 року — молодший інженер секції морехідних якостей корабля, з жовтня 1935 року — начальник секції, з квітня 1936 року — старший інженер відділу, з липня 1937 року — начальник відділу морехідних якостей корабля науково-дослідного Інституту військового кораблебудування в Ленінграді. З серпня 1938 по 1939 рік — начальник відділу морехідних якостей корабля Центрального науково-дослідного інституту № 45 в Ленінграді.
Член ВКП(б) з 1938 року.
У 1939—1940 роках — начальник і головний інженер 13-го Головного управління (проєктування кораблів) Народного комісаріату суднобудівної промисловості СРСР.
У 1940—1946 роках — начальник 5-го Головного управління Народного комісаріату суднобудівної промисловості СРСР. У листопаді 1946 — грудні 1948 року — головний інженер — заступник начальника 5-го Головного управління Міністерства суднобудівної промисловості СРСР. У грудні 1948 — квітні 1953 року — начальник 5-го Головного управління Міністерства суднобудівної промисловості СРСР.
У квітні 1953 — 1954 року — заступник міністра транспортного і важкого машинобудування СРСР — начальник 5-го Головного управління Міністерства транспортного і важкого машинобудування СРСР.
У 1954—1955 роках — головний інженер — заступник начальника 5-го Головного управління Міністерства суднобудівної промисловості СРСР.
З квітня 1955 по 1957 рік — заступник міністра суднобудівної промисловості СРСР.
З січня 1958 по 1963 рік — 1-й заступник голови Державного комітету Ради міністрів СРСР із суднобудування. У 1963—1965 роках — 1-й заступник голови Державного комітету СРСР із суднобудування.
Указом Президії Верховної Ради СРСР («закритим») від 28 квітня 1963 року за великі заслуги в справі створення і виробництва нових типів ракетного озброєння, а також атомних підводних човнів і надводних кораблів, оснащених цією зброєю, і переозброєння кораблів Військово-морського флоту Єгорову Михайлу Васильовичу присвоєно звання Героя Соціалістичної Праці з врученням ордена Леніна і золотої медалі «Серп і Молот».
У березні 1965 — 19 липня 1976 року — 1-й заступник міністра суднобудівної промисловості СРСР.
19 липня 1976 — 9 січня 1984 року — міністр суднобудівної промисловості СРСР.
З березня 1984 року — персональний пенсіонер союзного значення в Москві.
Помер 27 травня 2000 року. Похований в Москві на Троєкуровському цвинтарі.

## Звання
- інженер-контр-адмірал (3.11.1951)
- інженер-віце-адмірал (13.04.1964)
- віце-адмірал-інженер (18.11.1971)
- віце-адмірал (26.04.1984)

## Нагороди
- Герой Соціалістичної Праці (28.04.1963)
- шість орденів Леніна (29.03.1939, 15.11.1950, 28.04.1963, 6.04.1970, 14.01.1977, 2.02.1984)
- орден Жовтневої Революції (4.12.1974)
- два ордени Вітчизняної війни І ст. (8.07.1945, 1985)
- два ордени Трудового Червоного Прапора (23.07.1959, 25.07.1966)
- два ордени Червоного Прапора (10.11.1945, 30.12.1956)
- два ордени Червоної Зірки (31.03.1944, 3.11.1944)
- медалі
- Ленінська премія (1981)
- Почесний громадянин міста Сєверодвінська (26.07.1978)